# Baiyin
Baiyin léase:Bái-Yin (en chino:白银市, pinyin:Báiyín shì) es una ciudad-prefectura en la provincia de Gansu, República Popular China. A una distancia aproximada de 75 kilómetros de la capital provincial, Lanzhou. El río Amarillo fluye de sur a norte 214 kilómetros a través de Baiyin. Limita al norte y este con la región autónoma de Ningxia, al sur con Longnan y al oeste con Lanzhou. Su área es de 21 200 km² y su población es de 1 747 000 (2010).
Su temperatura media anual es de 7 °C.

## Administración
La ciudad prefectura de Baiyin se divide en 2 distritos y 3 condados, con la siguiente población censada en noviembre de 2010:
- Distrito de Baiyin 白银区 294,400
- Condado Huining 会宁县 541,273
- Condado Jingtai 景泰县 225,755
- Jìngyuăn Xiàn 靖远县 454,925
- Distrito de Pingchuan 平川区 192,399